# 青森県道244号今別停車場線
青森県道244号今別停車場線（あおもりけんどう244ごう いまべつていしゃじょうせん）は、青森県東津軽郡今別町を通っていた一般県道である。2015年に県道の認定を解除され町道となった。

## 概要
JR津軽線 今別駅から青森県道14号今別蟹田線に至る超短距離路線である。

### 路線データ
- 起点：今別停車場（東津軽郡今別町大字今別）[1]
- 終点：今別蟹田線交点（東津軽郡今別町大字今別）[1]
- 距離：114.0m[2]

## 歴史
- 2015年（平成27年）12月25日 - 県道の認定を解除される[1]。

## 地理

### 交差する道路
- 青森県道14号今別蟹田線（終点）

### 沿線の施設など
- JR津軽線 今別駅
- 青森農業協同組合 今別支店
- 外ヶ浜警察署 今別交番